# Andriivka, Țarîceanka
Andriivka (în ucraineană Андріївка) este un sat în comuna Zalelia din raionul Țarîceanka, regiunea Dnipropetrovsk, Ucraina.

## Demografie
Componența lingvistică a localității Andriivka
     Ucraineană (87,8%)
     Română (2,44%)
Conform recensământului din 2001, majoritatea populației localității Andriivka era vorbitoare de ucraineană (87,8%), existând în minoritate și vorbitori de armeană (9,76%) și română (2,44%).